# Frans Bianchi
Frans Bianchi (Rotterdam, 13 maart 1951) is een Nederlandse kunstschilder, aquarellist en tekenaar.
Hij is opgeleid aan de Vrije Academie in Rotterdam (1982-1984). Daarnaast kreeg hij les van Piet Middelhoek (1930-2004), een kunstenaar uit Brielle die bekend is geworden met zijn semi-abstracte kleurige landschappen, stadsgezichten en stillevens. Van hem leerde hij aquarelleren. Van 1985 tot 2002 specialiseerde Frans Bianchi zichzelf in het aquarelleren. In 2002 begon hij met schilderen met olieverf tijdens zijn eerste reis naar Normandië.
Bianchi's werk is opgenomen in diverse privécollecties in Nederland, de Verenigde Staten van Amerika, Canada, Australië, Korea, Japan en China. Hij nam deel aan diverse museale groepsexposities, waaronder het Zuiderzeemuseum (Enkhuizen), Museum Kranenburg (Bergen, Noord-Holland) en Marie Tak van Poortvliet museum (Domburg), en had een solo-expositie in Museum Maassluis.

## Werkwijze
Frans Bianchi werkt meestal ‘plein air’ met olieverf. Hij maakt ter plekke in de natuur zijn werk direct af. Kan hij niet naar buiten, dan put hij uit zijn geheugen en zet geliefde plekken en landschappen op het doek vanuit zijn herinnering in zijn atelier.

## Invloed
Tijdens zijn eerste reis naar Normandië in 2002 ontmoette Frans Bianchi de Amerikaanse kunstenaar Jason Berger. Deze ontmoeting, met iemand die het doek op dezelfde wijze benaderde heeft een grote invloed gehad op Frans Bianchi.
Jason Berger (1924-2010) is een bekende Amerikaanse kunstschilder die in Frankrijk studeerde en samenwerkte met Ossip Zadkine, Georges Braque en Henri Matisse. Berger filterde  tegenstellingen en trachtte dualisme visueel te maken. Berger abstraheerde het plein air waargenomen beeld steeds verder. Dit is waar Frans Bianchi zijn gelijkenis vond bij Jason Berger. Maar waar Berger de figuratie steeds de boventoon liet voeren zoekt Bianchi juist naar de balans en daarmee naar het omslagpunt tussen deze tegenstellingen.

## Schilderstijl
Frans Bianchi zette zijn doek op door eerst het lijnenspel neer te zetten met houtskool, waarna deze lijnen werden ingevuld met harde, heldere kleuren. Dit maakt dat hij wordt geschaard onder de coloristen. Later verdwenen de zwarte lijnen of werden ze slechts ondersteunend gebruikt. Bianchi gebruikt nu kleur om de compositie te maken: door kleurvlakken tegen elkaar af te zetten ontstaan de composities, net zoals de fauvisten deden. Binnen zijn schilderijen zoekt Bianchi de spanning op het grensvlak tussen figuratief en abstract. Zijn werken zijn bijna altijd perspectivisch vertekend, omdat voor Bianchi het perspectief ondergeschikt is aan de compositie. Ook speelt hij met deze tegenstelling door stijlelementen van de figuratieve kunst en expressionisme te gebruiken in een abstract werk of andersom, of zoekt naar de perfecte balans waarbij een werk noch figuratief, nog abstract is. Vandaar dat zijn werk ook wel dualistisch fauvisme wordt genoemd.

## Publicaties
- Publicatie “Schilders aan de Nieuwe Waterweg”
- Publicatie in het boek “De Schilders van URK”
- Het 100 jarig bestaan van het Witte Huis Rotterdam (1998)
- Elsevier nr.20 - 15 mei 2004
- In het Licht van Walcheren  (2004-2005-2006 en 2014)
- Publicatie Collect Magazine 2011 “De ontmoeting”
- Marie Tak van Poortvliet Museum Domburg (2013)
- Dualistisch Fauvisme Museum Maassluis
- Lamu (2017)

## Publieke collecties
Werken van Frans Bianchi zijn te zien in de openbare collecties van:
- Rotterdamse Gemeentearchief
- Museum Maassluis
- Historisch museum Brielle
- Politie Rotterdam Rijnmond
- Ministerie van justitie

## Selectie van werken

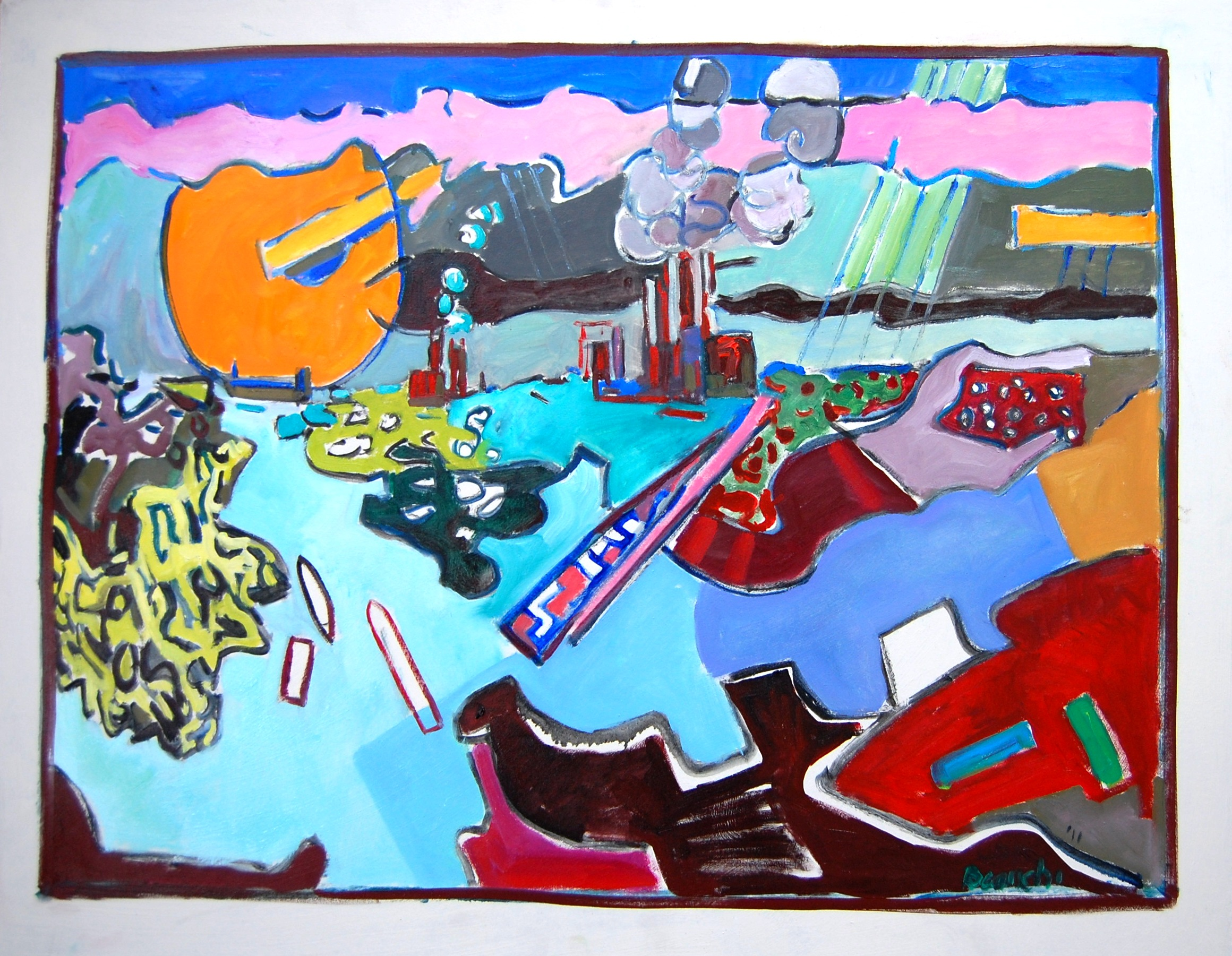
Frans Bianchi - Porte de LÉurope (Oil)
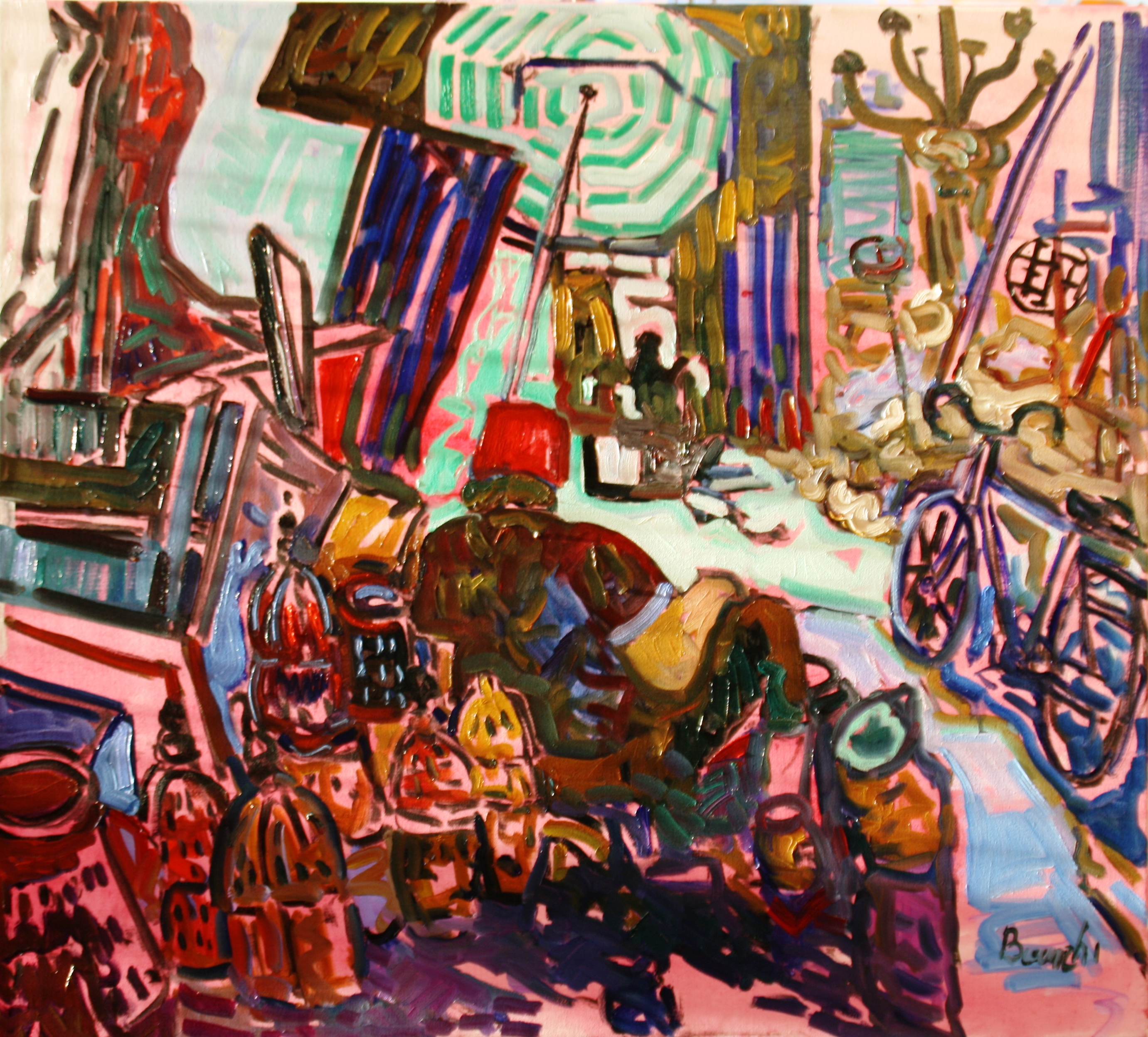
Frans Bianchi - Magasin dans le souk (oil)